# Плейотропия

Схема действия плейотропии: синий круг - признак фенотипа, зелёный квадрат - ген

Плейотропи́я (от греч. πλείων — «больше» и греч. τρέπειν — «поворачивать, превращать») — явление множественного действия гена. Выражается в способности одного гена влиять на несколько фенотипических признаков. Таким образом, новая мутация в гене может оказать влияние на некоторые или все связанные с этим геном признаки. Этот эффект может вызвать проблемы при селективном отборе, когда при отборе по одному из признаков лидирует один из аллелей гена, а при отборе по другим признакам — другой аллель этого же гена.

## Виды плейотропии
1) Первичная: ген одновременно проявляет множественное действие. Например, синдром Марфана обусловлен действием одного гена. Этот синдром проявляется следующими признаками: высокий рост за счёт длинных конечностей, тонкие пальцы (арахнодактилия), подвывих хрусталика, порок сердца[какой?], высокий уровень катехоламинов в крови. Другим примером у человека служит серповидноклеточная анемия. Мутация нормального аллеля ведёт к изменению молекулярной структуры белка гемоглобина, при этом эритроциты теряют способность к транспорту кислорода и приобретают серповидную форму вместо округлой. Гомозиготы по гену серповидноклеточности гибнут при рождении, гетерозиготы живут и обладают устойчивостью против малярийного плазмодия. Доминантная мутация, вызывающая у человека укорочение пальцев (брахидактилия), в гомозиготном состоянии приводит к гибели эмбриона на ранних стадиях развития.
2)  Вторичная: имеется одно первичное фенотипическое проявление гена, которое обусловливает проявление вторичных признаков. Например, аномальный гемоглобин S в гетерозиготном состоянии фенотипически первично проявляется в виде серповидноклеточной анемии, которая приводит к вторичным фенотипическим проявлениям в виде невосприимчивости к малярии, анемии, гепатолиенальному синдрому, поражению сердца и мозга.

## Механизм
Плейотропия — это действие одного гена на несколько фенотипических признаков. Продукт фактически каждого гена участвует как правило в нескольких, а иногда и в очень многих процессах, образующих метаболическую сеть организма. Особенно характерна плейотропия для генов, кодирующих сигнальные белки.

## Примеры

### Человек
- Ген рыжих волос обуславливает более светлую окраску кожи и появление веснушек.
- Фенилкетонурия (ФКУ), болезнь, вызывающая задержку умственного развития, выпадение волос и пигментацию кожи, может быть вызвана мутацией в гене, кодирующем фермент фенилаланин-4-гидроксилаза, который в норме катализирует превращение аминокислоты фенилаланина в тирозин.
- Рецессивная мутация в гене, кодирующем синтез глобиновой части в гемоглобине (замена одной аминокислоты), вызывающая серповидную форму эритроцитов, изменения в сердечно-сосудистой, нервной, пищеварительной и выделительной системах.
- Арахнодактилия, вызываемая доминантной мутацией, проявляется одновременно в изменениях пальцев рук и ног, вывихах хрусталика глаза и врождённых пороках сердца.
- Галактоземия, вызываемая рецессивной мутацией гена, кодирующего фермент галактозо-1-фосфатуридилтрансфераза, приводит к слабоумию, циррозу печени и слепоте.

### Другие примеры
- Белые голубоглазые коты имеют склонность к глухоте.
- Летальная мутация, вызывающая нарушения в развитии хрящей у крыс, приводит к смерти за счет большого количества патологий в разных системах организма.
- У овса окраска чешуйки и длина ости семени регулируются одним геном.